# Данієль Свенссон
Данієль Свенссон (Daniel Svensson) (*20 листопада 1977) — барабанщик шведського мелодік дез-метал гурту The Halo Effect, і колишній ударник In Flames.